# Codford
Codford – wieś w Anglii, w hrabstwie Wiltshire. Leży 20 km na północny zachód od miasta Salisbury i 139 km na zachód od Londynu.